# مسطح (تضاريس)

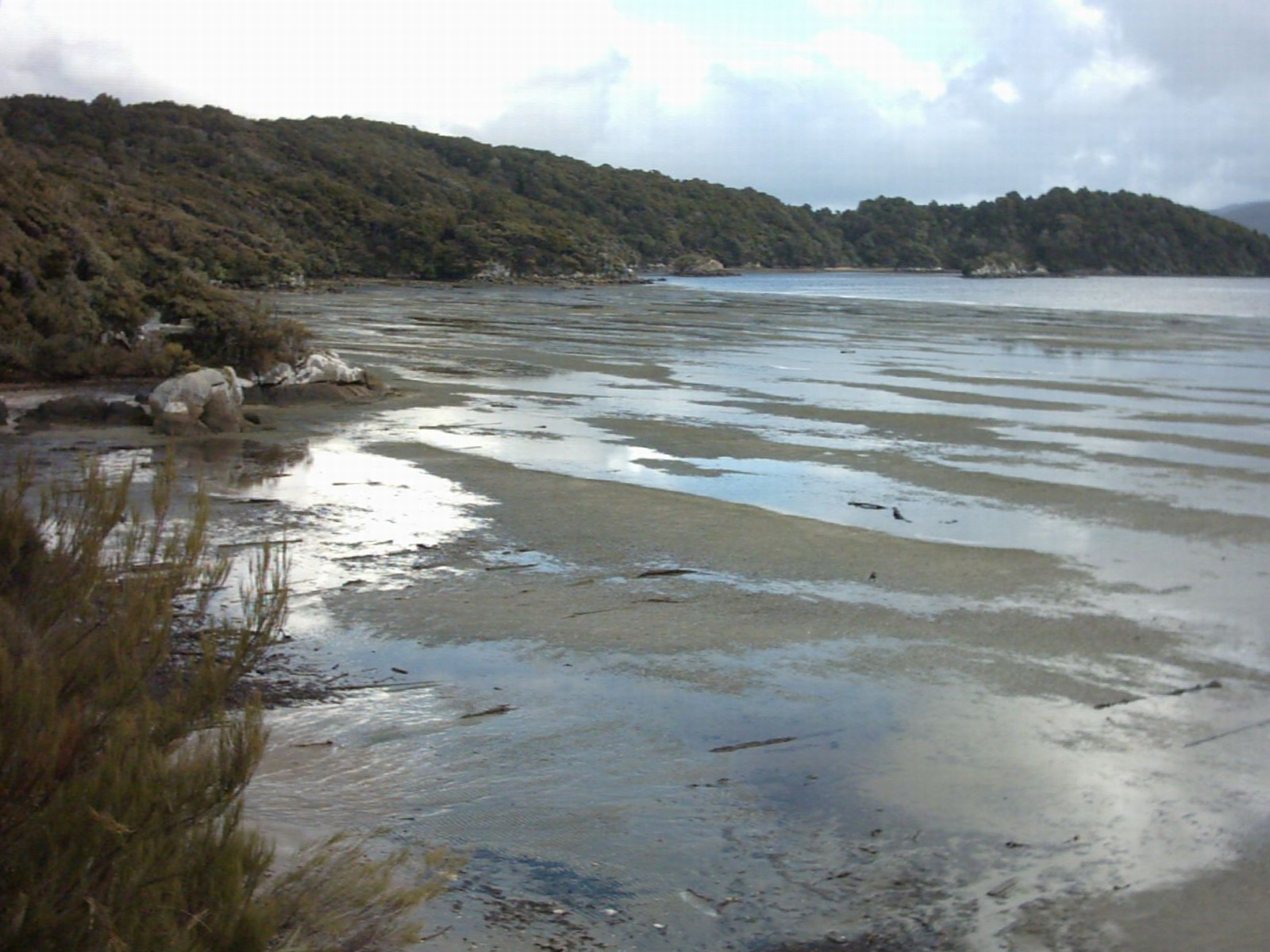
مسطحات طينية في نيوزلندا

مسطح (التضاريس) هو عبارة عن سطح مستوي نسبيا من الأرض داخل منطقة معينة مثل التلال أو الجبال وفي الغالب تستخدم صيغة الجمع. 
يستخدم المصطلح لتحديد أسماء بعينها مثل مسطح اليكة أو مسطح هنينجر ويستخدم هذا المصطلح أيضا لوصف المناطق الجغرافية بمستوى آخر مثل سهل طيني أو المسطحات الطينية.